# CISM
Il CISM, o Critical Incident Stress Management, è un noto protocollo clinico di prevenzione e trattamento delle reazioni psicologiche potenzialmente traumatiche, a fronte di eventi critici (disastri, violenze, decessi inattesi, calamità).
Sviluppato nel corso degli anni '80 in contesto anglosassone, a partire dal lavoro di Mitchell sul Debriefing, rappresenta uno dei paradigmi di intervento più noti e diffusi a livello internazionale della psicologia dell'emergenza e della psicotraumatologia.
Lo scopo del CISM è di fornire un'adeguata preparazione a scopo preventivo rispetto ai vissuti emotivi che vengono attivati dalle situazioni di emergenza; tale preparazione "anticipatoria" diviene poi utile nelle fasi di supporto diretto sulla scena (nelle prime ore dopo l'evento), a loro volta associate a forme di presa in carico clinica nel medio-lungo termine. Ogni fase di elaborazione dell'evento critico, potenzialmente traumatogena, riceve quindi un'attenzione clinica articolata, con specifiche tecniche di supporto.
È di particolare utilità laddove applicato con gruppi od enti che si occupano professionalmente di emergenza e soccorso (protezione civile, forze dell'ordine, forze armate, vigili del fuoco, SUEM-118, Croce Rossa Italiana, ANPAS, etc.).
La sua struttura prevede - teoricamente - fasi ed interventi pre-critici (preventivi e formativi, rivolti a personale potenzialmente esposto ad eventi critici); peri-critici (nell'immediato post-evento), e post-critici (nel medio-lungo termine dopo l'evento).

## La struttura del protocollo
Le fasi del CISM sono le seguenti:
A - Fase pre-critica
1. Interventi Preventivi (formazione sulle reazioni traumatiche, Stress Inoculation Training, Psychoeducation)
B - Fase peri-critica
2. Scene Support / Psychological First Aid (Primo soccorso psicologico, supporto immediato e diretto sulla scena dell'evento)
3. Defusing / Demobilization
4. Debriefing
C - Fase post-critica
5. Debriefing (multipli), consulenza di sostegno individuale e famigliare, follow-ups, eventuale presa in carico psicotraumatologica di gruppo o individuale.

## Problemi applicativi
Due punti di particolare rilevanza si sono imposti all'attenzione dei clinici, in merito all'esecuzione del CISM:
- Il Debriefing (Psychological Debriefing / CISD), che spesso viene eseguito "isolatamente" dalle altre fasi, è solo una delle cinque fasi del protocollo CISM, ed acquisisce quindi un reale senso clinico solo se opportunamente integrato nella più ampia matrice d'intervento del CISM e di tutte le sue altre fasi.
- Troppo spesso le applicazioni reali del CISM negli enti di soccorso sono parziali, e limitate a brevi interventi peri-critici (fasi 2-3-4), versioni ridotte delle fasi pre-critiche (fase 1) e nessun intervento a medio-lungo termine (fase 5), rischiando così di invalidare il senso stesso del protocollo (che è pensato per essere applicato solo nella sua integrità).